# Elizabeth Is Missing
Elizabeth Is Missing é um telefilme britânico dirigido por Aisling Walsh, adaptado por Andrea Gibb a partir do romance de mesmo nome de Emma Healey. Foi transmitido em 8 de dezembro de 2019 na BBC One. É protagonizado por Glenda Jackson como Maud, uma idosa que sofre de demência, e que decide descobrir o que aconteceu com sua amiga Elizabeth, que desapareceu misteriosamente. 
Por sua atuação Glenda ganhou o Bafta TV Awards e o Emmy Internacional de melhor atriz, foi o seu primeiro papel na televisão em 27 anos. Ela havia deixado de atuar em 1992 para seguir carreira política, tornando-se deputada trabalhista e se aposentando em 2015.

## Elenco
- Glenda Jackson como Maud Horsham
- Liv Hill como Maud Palmer jovem
- Sophie Rundle como Susan "Sukey" Jefford
- Helen Behan como Helen
- Nell Williams como Katy
- Mark Stanley como Frank Jefford
- Neil Pendleton como Douglas
- Sam Hazeldine como Tom Horsham
- Maggie Steed como Elizabeth, amiga de Maud
- John-Paul Hurley como Mr Palmer
- Michelle Duncan como Mrs Palmer
- Linda Hargreaves como Carla
- Tom Urie como Sargento
- Anna-Maria Nabirye como Detetive Grainger
- Rachel Mcphail como PC Pam

## Recepção
O filme tem 92% de aprovação no Rotten Tomatoes, com nota 8,70/10 baseada em 25 avaliações. O consenso crítico do site diz: "Glenda Jackson retorna à tela com total comando de sua arte em Elizabeth Is Missing, um mistério absorvente e uma elegia devastadora para uma mente em deterioração".
Lucy Mangan do The Guardian deu classificação máxima de 5 estrelas () e escreveu que a performance de Glenda Jackson "é angustiante, convincente, anti-sentimental e totalmente magnífica". Fiona Sturges do The Independent deu 4 de 5 estrelas () ao filme e disse: "Elizabeth is Missing é um retrato poderoso e não sentimental do declínio psicológico. A ausência vem de muitas formas aqui, principalmente no desaparecimento gradual da própria Maud".
Anita Singh do The Telegraph escreveu: "se você é uma atriz que espera ganhar um Bafta em fevereiro e seu nome não é Glenda Jackson, lamento informar que esse não é o seu ano".
Mike Hale em sua crítica no The New York Times disse que "apesar dos esforços da talentosa diretora Aisling Walsh, que dá ao filme uma contenção e clareza bem-vindas, Elizabeth Is Missing não acerta o alvo - o roteiro é muito exigente e complicado, e a resolução para os mistérios, com suas notas misturadas de heroísmo e resignação, não convence. Mas como você poderia esperar, ele contém uma performance quase perfeita de Jackson, que certamente vale 87 minutos do seu tempo".

## Prêmios e indicações
| Prêmio                            | Data da cerimônia      | Categoria          | Vencedor(es)                                                                        | Resultado | Ref.  |
| --------------------------------- | ---------------------- | ------------------ | ----------------------------------------------------------------------------------- | --------- | ----- |
| British Academy Television Awards | 31 de julho de 2020    | Melhor Drama Único | Andrea Gibb, Aisling Walsh, Sarah Brown, Chrissy Skinns – STV Productions / BBC One | Indicado  | [ 7 ] |
| British Academy Television Awards | 31 de julho de 2020    | Melhor Atriz       | Glenda Jackson                                                                      | Venceu    | [ 7 ] |
| International Emmy Awards         | 23 de novembro de 2020 | Melhor Atriz       | Glenda Jackson                                                                      | Venceu    | [ 8 ] |